# Plectreurys tecate
Plectreurys tecate is een spinnensoort uit de familie Plectreuridae. De soort komt voor in Mexico.